# Stanisław Sawicki (działacz partyjny)
Stanisław Kazimierz Sawicki (ur. 26 stycznia 1943 w Adolfowie) – polski działacz partyjny i państwowy, były I sekretarz Komitetu Miejskiego PZPR w Gostyniu, w latach 1986–1990 I sekretarz Komitetu Wojewódzkiego PZPR w Lesznie.

## Życiorys
Syn Stefana i Izabeli. Absolwent Wieczorowego Uniwersytetu Marksizmu-Leninizmu. W 1961 wstąpił do Polskiej Zjednoczonej Partii Robotniczej. W drugiej połowie lat 70. był I sekretarzem Komitetu Miejskiego i następnie Miejsko-Gminnego PZPR w Gostyniu. W latach 80. był sekretarzem i członkiem egzekutywy Komitetu Wojewódzkiego PZPR w Lesznie, należał też do Wojewódzkiej Komisji Rewizyjnej. Od 10 stycznia 1986 do stycznia 1990 pełnił funkcję I sekretarza KW PZPR w Lesznie; od 1986 należał też do Centralnej Komisji Rewizyjnej przy Komitecie Centralnym. W latach 1986-1989 był członkiem Komisji ds. Wewnątrzpartyjnych oraz Działalności Partii w Organach Przedstawicielskich i Administracji Państwowej Komitetu Centralnego.

## Odznaczenia
- Srebrny Order „Gwiazda Przyjaźni między Narodami” (Niemcy Wschodnie, 1986)[3]